# Battista Lena
Battista Lena, né le 8 juin 1960 à Viareggio (Italie), est un guitariste et compositeur de jazz, de musiques de films, et d'opéras-jazz.
Guitariste de jazz reconnu par des musiciens aussi différents que Daniel Humair, Jon Christensen, Billy Cobham, Richard Galliano ou John Scofield avec lesquels il a joué, il est également féru de musique contemporaine.
Il est marié avec la réalisatrice de cinéma italienne Francesca Archibugi.

## Biographie
Né à Viareggio, dans la province de Lucques en Toscane), Battista Lena est le fils de la critique d'art et féministe italienne Carla Lonzi. Il vit à Milan jusqu'en 1973 où il commence à jouer de la guitare en autodidacte. Plus tard, il déménage avec sa mère à Rome, où il s'intéresse à l'étude du jazz avec le guitariste italien Eddy Palermo.
Battista Lena commence à jouer en 1985 avec le batteur italien Roberto Gatto avec qui il enregistre cinq albums.
De 1991 à 1996, il participe au quartet d'Enrico Rava avec Paolino Dalla Porta et Roberto Gatto, et joue en trio avec Palle Danielsson et Jon Christensen, à l'occasion de nombreuses tournées en europe. En 1994, l'album Rava l'opera va auquel il participe obtient la mention Jazz Top de la revue Musica Jazz.
Il consacre du temps à l'enseignement de la guitare (classe de maître au festival de jazz de Sienne, au festival Sons de Méditerranée de Roccella Ionica), et à l'enseignement de la composition de musiques de films (New-York University de Florence, Strade del Cinema d'Aoste). Depuis 2008, il enseigne la guitare jazz et la composition au siège de l'NYU installée à Florence.

## Jazz Bandaet opéras jazz
En 1996, il crée le projet Banda Sonora, qui associe les cinquante musiciens de la Banda Buenaventura Somma de Chianciano Terme à un sextet de jazz : Battista Lena (guitare), Enrico Rava (trompette), Gabriele Mirabassi (clarinette), Gianni Coscia (accordéon), Enzo Pietropaoli (contrebasse), Marcello Di Leonardo (batterie). Au-delà du contenu musical, qui consacre une musique gaie, enjouée et festive, proche des ambiances de Nino Rota, ce projet est surtout humain, avec la prouesse d'avoir rassemblé des musiciens de jazz professionnels et des musiciens amateurs de tous âges. Ce projet a fait l'objet d'un documentaire de soixante minutes de la RAI en 1999 : La Strana Storia Di Banda Sonora. L'enregistrement de cette œuvre a été récompensé par un « choc » de Jazzman et quatre "ffff" de Télérama.
En 2005, il écrit un « opéra-jazz » sur le thème de la vie solitaire d'un cosmonaute russe, avec la même idée d'associer un groupe de jazz et une fanfare amateur, sur des poèmes de Marco Lodoli : I Cosmonauti Russi. Cette pièce musicale est présentée en France en 2005 lors du Grenoble Jazz Festival. L'album homonyme est constitué de deux CD, l'un en italien (avec les voix de Gianmaria Testa et Maria Pia de Vito), l'autre en français (avec Arthur H et Rokia Traoré). Cette pièce a été jouée en 1998 avec les musiciens amateurs de l'Harmonie Saint Pierre d'Amiens.

## Autres projets
En 2007, Battista Lena réalise en collaboration avec la cinéaste Francesca Archibugi un projet de film-concert, Ballata in Sud. En 2012, il compose la musique du spectacle Le Radici nell'aria du poète italien Pierluigi Cappello.
En 2013, il crée le label Lift-music pour lequel il enregistre Mi Ami?.
En 2014, dans le cadre du programme des Nouveaux commanditaires de la Fondation de France, il réalise une commande pour orchestre d'amateurs intitulée Ultimo Cielo. Cette œuvre est un hommage au peintre italien Giuseppe Pinot-Gallizio, fondateur de l'Internationale situationniste à la suite de sa rencontre avec le peintre danois Asger Jorn. Elle comporte la projection d'une vidéo de la « peinture industrielle » de Pinot Gallizio.
Battista Lena se produit sur les scènes de jazz italiennes ou internationales, parmi lesquelles le festival international de jazz de Montréal, le Roccella Ionica Jazz Festival, l'Umbria Jazz de Pérouse, des concerts à Bonn et Iéna, et le F'Estival des Musiques d'Ici et d'Ailleurs à Châlons-en-Champagne.

## Musiques de films
Battista Lena écrit de nombreuses musiques de films. En 1996 en Espagne il est nommé pour le Prix Goya de la meilleure musique originale, pour le film Le Jour de la bête (El Dia de la Bestia) de Álex de la Iglesia. En 1998 en Italie il est nommé pour le Ciak d'oro pour le film Ovosodo de Paolo Virzì, et en 1999 pour le Ruban d'argent de la meilleure musique de film pour L'albero delle pere de Francesca Archibugi. En 2018 il est nommé pour le Globo d'Oro pour le film Gli Sdraiati de Francesca Archibugi.
Il a signé les musiques des films :
- Le Colibri (Il colibrì) (Francesca Archibugi, 2022)
- Vivere (Francesca Archibugi, 2019)
- Il grande salto (Giorgio Tirabassi, 2018)
- Romanzo famigliare (Francesca Archibugi, 2018)
- Gli sdraiati (Francesca Archibugi, 2017)
- Il nome del figlio (Francesca Archibugi, 2015)
- Parole Povere (Francesca Archibugi, 2014)
- Questione di cuore (Question de cœur) (Francesca Archibugi, 2009)
- Lezioni di volo (Francesca Archibugi, 2007)
- Gabbiani (Étude sur la mouette de Tchekhov), (Francesca Archibugi, 2004)
- Domani (Demain) (Francesca Archibugi, 2001)
- L'albero delle pere (L'Arbre aux seringues) (Francesca Archibugi, 1998)
- Il guerriero Camillo (Claudio Bigagli, 1998)
- Ovosodo (Paolo Virzì, 1997) : Grand prix spécial du jury et Little Golden Lion à la 54e Mostra de Venise
- La strana storia di Banda Sonora (Francesca Archibugi, 1997) : Prix Unesco "Jean Rouch" à la 54e Mostra de Venise
- Ferie d'agosto (Paolo Virzì, 1996) : David di Donatello "Miglior Film"
- El día de la bestia (Le Jour de la bête) (Álex de la Iglesia, 1996)
- Con gli occhi chiusi (Les Yeux fermés) (Francesca Archibugi, 1994)
- Il grande cocomero (La Grande citrouille) (Francesca Archibugi, 1993) : David di Donatello "Miglior Film"
- Verso sera (Dans la soirée) (Francesca Archibugi, 1991) : David di Donatello "Miglior Film"
- Mignon è partita (Mignon est partie) (Francesca Archibugi, 1989) : David di Donatello "Miglior Film"

## Discographie

### AvecRoberto Gatto
- 1987 : Ask (avec John Scofield) (Duck)
- 1989 : Luna (Gala)
- 1991 : Jungle Tree (Concord)
- 1993 : Il Grande Cocomero (BMG)
- 1994 : L'Avventura (CGD Warner)
- 2012 : Pure Imagination (Albòre Jazz)

### AvecEnrico Rava
- 1993 : Rava l’Opera Và (Label Bleu, LBLC-6559)

### AvecGabriele Mirabassi
- 1997 : Cambaluc (Egea)

### AvecEnzo Pietropaoli
- 1999 : Stolen Songs (Splash Records)
- 2003 : Urban Waltz (Millesuoni)

### En tant que leader
- 1995 : Come Una Volta (Egea)
- 1996 : Banda Sonora (avec Enrico Rava), Label Bleu, LBLC-6591)
- 1998 : Con Gli Occhi Chiusi (BMG)
- 1999 : Mille Corde (avec Paolo Fresu), Egea)
- 1999 : L'Albero Delle Pere (Cam)
- 2001 : Domani (Cam)
- 2003 : I Cosmonauti Russi (avec Enrico Rava), Label Bleu, LBLC-6641/42)
- 2001 : Battista Lena Plays (Via Veneto Jazz, VVJ-028)
- 2012 : La Notte (Fonè, SACD 126)
- 2014 : Mi Ami? (Lift-Music)
- 2015 : Il Nome del figlio (CAM)
- 2015 : Lezioni di Volo / Questione di Cuore (Lift-Movie)
- 2017 : Gli Sdraiati (BMG)
- 2018 : Romanzo Famigliare (Rai Com)
- 2019: Vivere (Lotus)
- 2020 Ultimo Cielo, Lift-music
- 2020 Banda Sonora Remastered 2020, Lift-music
- 2020 I Cosmonauti Russi Remastered 2020, Lift-music
- 2020 Pofaulle Sessions Vol.1 From Here, Lift-music
- 2020 Pofaulle Sessions Vol.2 Barýtonos, Lift-Music
- 2020 La Restanza, Lift-music
- 2020 Family Portraits # Ondina, Lift-Music (Single)
- 2020 Quartet, Lift-Music (Ep)
- 2020 Family Portraits # Pippi, Lift Music (Single)
- 2020 Family Portraits # Edo, Lift Music (Single)
- 2020 Family Portraits # Ludo, Lift Music (Single)
- 2021 Spring is Here, Eg (Ep)
- 2021 Mood Swings, Eg (Ep)
- 2021 La Notte, Lift Music (Ep)